# 부산 복천동 11호분 출토 도기 거북장식 원통형 기대 및 단경호
부산 복천동 11호분 출토 도기 거북장식 원통형 기대 및 단경호(釜山 福泉洞 十一號墳 出土 陶器 龜裝飾 圓筒形 器臺 및 短頸壺, 영어: Earthwear Turtle Ornament)는 대한민국 경상남도 김해시 국립김해박물관에 있는, 가야시대 고분 중에서 도굴 당하지 않은 복천동 11호분의 석실 서남쪽에서 출토되어 출토지가 명확하고 5세기 가야시대 무덤구조를 확인할 수 있는 유물이다. 2020년 2월 27일 대한민국의 보물 제2059호로 지정되었다.

## 지정 사유
부산 복천동 11호분은 1980～1981년까지 부산대학교 박물관에서 발굴한 수혈식 석실분으로서, 5세기 경 부산에 있었던 가야 세력의 수장급 인물의 무덤이다. 가야시대 고분에서 출토된 토기들 중에서 깨지거나 훼손된 부분이 없어 보존 상태가 우수하고, 기대 중앙 부분에는 거북이 토우 한 마리를 부착되어 있는데 삼국시대 토우 중 거북이 토우가 붙어있는 유일한 사례이다.
고배(高杯)·항아리·바리모양 항아리받침대 등의 토․도기류는 크고 작은 개별 무덤에서 수점에서 수 십 점 이상 출토되지만, 원통모양 항아리 받침대는 가장 큰 무덤들에서 대부분 1점이 출토되어 당시 가장 중요한 의례용품이었음을 반증해 준다. 이 유물은 통형 그릇받침 위에 목이 낮은 도기(陶器) 항아리가 올려 있던 상태 그대로 출토된 드문 희귀한 사례이다. 기대와 항아리는 규모가 크고 형태가 조화롭고 안정적인 점, 기대 표면이 자연스럽게 시유(施釉)된 점, 11단을 나누어 단계별로 다양한 종류의 투창(透窓)을 뚫고 지그재그로 문양을 새겨 넣은 점 등 여러 면에서 가야 토기 제작의 기술적 성취를 엿볼 수 있다. 손상되지 않은 완전한 형태와 거북이의 조형성, 안정된 조형 감각과 세련된 문양 표현 등으로 볼 때, 가야시대의 대표적인 도기로 꼽을 수 있으므로 보물로 지정할 충분한 학술적․예술적 가치를 지닌 작품이다.

## 같이 보기
- 부산 복천동 고분군 - 사적 제273호

## 참고 자료
- 부산 복천동 11호분 출토 도기 거북장식 원통형 기대 및 단경호 - 국가유산청 국가유산포털